# Маяк Макколган-Пойнт
Маяк Макколган-Пойнт (англ. McColgan Point Lighthouse) — маяк, расположенный на берегу реки Сент-Джон напротив острова Кеннебекасис, графство Сент-Джон, провинция Нью-Брансуик, Канада. Построен в 1913 году.

## История
Долину реки Сент-Джон европейцы (сначала французы, затем британцы) колонизировали уже в XVII веке, потому потребность в маяках около опасных мест вдоль течения реки возникла достаточно давно. Многие из этих маяков (Бельеас-Пойнт, Макколган-Пойнт, Робертсон-Пойнт, Кокс-Пойнт, Фанджойс-Пойнт, Бриджес-Пойнт и Палмерс-Лендинг) названы в честь первых владельцев земли, на которых они построены. Во многих случаях они были единственными жителями на несколько километров вокруг и потому после строительства маяков стали их первыми смотрителями. Парламент Канады выделил 700 канадских долларов на строительство маяка Макколган-Пойнт, чтобы обеспечить безопасную навигацию в районе острова Кеннебекасис и в 1913 году он был построен по проекту Б. Р. Палмера. Он представлял собой белую квадратную деревянную башню с наклонными стенами и восьмиугольным помещением для фонаря на вершине, выкрашенным в красный. На маяке была установлена линза Френеля шестого поколения. Вместе с маяком Бейсуотер они стали последними маяками, построенными вдоль течения реки Сент-Джон. В настоящее время маяк находится в собственности канадской береговой охраны.